# Randers Købstadskommune
Randers Købstadskommune var en dansk købstadskommune, der eksisterede fra 1838 til 1970.
I 1970 blev kommunen sammenlagt med en række omegnskommuner til Randers Kommune, der eksisterede frem til 2007, hvor den nuværende Randers Kommune dannedes.
Forud for kommunalreformen i 1970 havde Randers Købstadskommune 41.168 indbyggere.

## Borgmestre[2]
| Periode   | Navn               | Parti                       |
| --------- | ------------------ | --------------------------- |
| 1919-1921 | Aage Riis Flor     | Socialdemokratiet           |
| 1921-1929 | Otto Kragh         | Det Konservative Folkeparti |
| 1929-1937 | Aage Riis Flor     | Socialdemokratiet           |
| 1937-1946 | Christian Sørensen | Socialdemokratiet           |
| 1946-1950 | Alfred Andersen    | Socialdemokratiet           |
| 1950-1954 | Niels Carl Poulsen | Det Konservative Folkeparti |
| 1954-1956 | Alfred Andersen    | Socialdemokratiet           |
| 1956-1970 | Svend Thingholm    | Socialdemokratiet           |